# Operació de les Nacions Unides a Burundi
L'Operació de les Nacions Unides a Burundi (ONUB) va ser creada pel Consell de Seguretat de les Nacions Unides el maig de 2004 per garantir la continuació de l'Acord de Pau i Reconciliació d'Arusha signat el 28 d'agost de 2000.
A més, segons els termes de la Resolució 1545 que va establir la missió, fou autoritzada a utilitzar «tots els mitjans necessaris» per garantir el compliment dels acords d'alto el foc, dur a terme el desarmament i protegir els civils sota una amenaça imminent de violència física.
Inicialment, l'ONUB estava formada per 5.650 militars, 120 policies civils i personal de suport en forma de 200 observadors militars i 125 oficials militars.
La missió va finir l'1 de gener de 2007, quan moltes de les seves funcions van ser transferides a l'Oficina Integrada de les Nacions Unides a Burundi (BINUB).